# 索闊伊特 (紐約州)
索闊伊特（英語：Sauquoit）是位於美國紐約州奧奈達縣的非建制地區。

## 歷史
索闊伊特的郵局自1820年營運至今。

## 地理
索闊伊特所處的海拔為高於海平面264米（即866英呎），而該地所採用的時區為UTC-5，即北美东部时区（EST）。同時該地設有夏令時間，為UTC-5調快一小時，即UTC-4（EDT）。